# Afro-širaska stranka
Afro-širaska stranka (eng. Afro-Shirazi Party - ASP) bila je unija većinom širaske Širaske stranke (eng. Shiraz Party) i većinom izvorno afričke Afričke stranke (Afro Party) na otocima područja Zanzibara. 

## Povijest
Osnovana je 5. veljače 1957. godine. Stvaranjem ASP-a dovelo je do izgona Arapa s vlasti nakon Zanzibarske revolucije 1964. godine. Nepuno desetljeće i pol poslije stranka se spojila s Tanganjikanskom afričkom nacionalnom unijom (TANU) u Stranku revolucije siječnja 1977. godine. Sjedište stranke bilo je u gradu Zanzibaru (Zanzibar City, Jiji la Zanzibar, مدينة زنجبار ). Mladeško krilo zvalo se Afro-Shirazi Youth League. Ideološka polazišta bili su afrički nacionalizam i marksizam-lenjinizam.

## Zastava
Zastava je bila trobojnica s trima jednakim vodoravnim poljima plavo - crno - zelenima, sa žutom sjekiricom po sredini crnog polja. Omjer visine i dužine je 2:3.

## Vanjske poveznice
- ISNI
- LCCN
- VIAF
- WorldCat